# Athinaikos Athen
Athinaikos Athen (griechisch Αθηναϊκός Γυμναστικός Σύλλογος, Athinaikós Gymnastikós Sýllogos, „athenischer Turnverein“, inoffiziell auch Athinakós Výrona) ist ein griechischer Fußballverein mit Sitz in Vyronas, einer Gemeinde am nordwestlichen Rand des Athener Ballungsraums.
Er wurde 1917 gegründet und fusionierte im Jahre 1950 mit Nea Elvetia.
In der Saison 1990/1991 erreichte der Verein das Finale des griechischen Pokals, verlor dort aber gegen Panathinaikos Athen mit 0:3 im Hinspiel, das 2:1 im Rückspiel konnte den Rückstand nicht ausgleichen.
Da Panathinaikos Athen als griechischer Meister dann im Europapokal der Landesmeister antrat, kam Athinaikos in den Europapokal der Pokalsieger. Dort verlor man aber in der ersten Runde gegen Manchester United. Im Hinspiel erreichte Athinaikos ein 0:0, doch das Rückspiel wurde mit 0:2 verloren. Heutzutage spielt der Klub in der vierten griechischen Liga.

## Bekannte Trainer
- Gerd Prokop (1990–1991, 1997–1998)

## Erfolge
- Finalist des griechischen Pokalfinales (1991)
- Teilnahme an dem Europapokal der Pokalsieger 1991/92